# Plectris sarana
Plectris sarana är en skalbaggsart som beskrevs av Moser 1921. Plectris sarana ingår i släktet Plectris och familjen Melolonthidae. Inga underarter finns listade i Catalogue of Life.